# Xenoturbella churro
Xenoturbella churro (лат.) — вид ксенотурбеллид из семейства Xenoturbellidae. Обнаружены на побережье  Калифорнии и Мексики. Вид описан в 2016 году.

## Описание
Тело 10 см длиной, оранжевое или розовое. На дорсальной стороне тела четыре глубокие продольные борозды. Передний конец тела округлый, задний заострённо-суживающийся. Рот овальный. Эпидермальная нервная сеть покрывает 1/3 вентральной поверхности. Гаметы залегают дорсально и вентрально.